# Hyalesthes yozgaticus
Hyalesthes yozgaticus är en insektsart som beskrevs av Hoch och Adolf Remane 1985. Hyalesthes yozgaticus ingår i släktet Hyalesthes och familjen kilstritar.
Artens utbredningsområde är Turkiet. Inga underarter finns listade i Catalogue of Life.